# ロビン・タニー
ロビン・タニー（Robin Tunney , 1972年6月19日-）はアメリカ合衆国・シカゴ出身の女優。

## 略歴
父親はセールスマン、母親はバーデンダーで、両親共にアイルランド系。
シカゴのChicago Academy for the Performing Artsで演技を学び、18歳でロサンゼルスに移ってテレビの端役からそのキャリアをスタートさせた。
1995年に出演した『エンパイア レコード』の役のためにスキンヘッドにしてしまったため、翌年の『ザ・クラフト』の時にはカツラをかぶっていたという。
1997年の"Niagara Niagara"でヴェネツィア国際映画祭の女優賞を受賞している。

### プライベート
1997年にNiagara Niagaraを監督したボブ・ゴッスと結婚したが後に離婚し、2009年に映画監督のアンドリュー・ドミニクと婚約したが、後に解消している。2010年12月からはヘルメットのボーカリストであるペイジ・ハミルトンと交際している。2013年2月にかねてより交際していたインテリアデザイナーのニッキー・マーメットとの婚約を発表。前年のクリスマスに訪れたリオ・デ・ジャネイロでプロポーズされた。2016年7月に、マーメットとの間に第一子となる男の子を出産した。

## 主な出演作品
| 公開年    | 邦題 原題                                              | 役名               | 備考                                        |
| --------- | ------------------------------------------------------ | ------------------ | ------------------------------------------- |
| 1992      | 原始のマン Encino Man                                  | エラ               |                                             |
| 1995      | エンパイア レコード Empire Records                     | デボラ             |                                             |
| 1996      | ザ・クラフト The Craft                                 | サラ               |                                             |
| 1997      | Niagara Niagara                                        | マーシー           | ヴェネツィア国際映画祭女優賞受賞 日本未公開 |
| 1997      | ジュリアン・ポーの涙 Julian Po                         | サラ               |                                             |
| 1998      | ダブル・ガントレット Montana                           | キティ             | 日本劇場未公開                              |
| 1999      | エンド・オブ・デイズ End of Days                       | クリスティーン     |                                             |
| 2000      | スーパーノヴァ Supernova                               | ダニカ             |                                             |
| 2000      | バーティカル・リミット Vertical Limit                  | アニー             |                                             |
| 2001      | セックス調査団 Investigating Sex                       | ゾーイ             |                                             |
| 2002      | チェリッシュ Cherish                                   | ゾーイ             |                                             |
| 2003      | セイブ・ザ・ワールド The In-Laws                       | アンジェラ・ハリス |                                             |
| 2004      | パパラッチ Paparazzi                                   | アビー             |                                             |
| 2004      | Dr.HOUSE House M.D.                                    | レベッカ           | テレビシリーズ１話出演（S1-E1）             |
| 2005      | ゾディアック The Zodiac                                | ローラ・パリッシュ |                                             |
| 2005-2006 | プリズン・ブレイク Prison Break                        | ベロニカ・ドノバン | テレビシリーズ                              |
| 2006      | ダーウィン・アワード The Darwin Awards                 | ゾーイ             |                                             |
| 2006      | ハリウッドランド HOLLYWOODLAND                         | レオノア・レモン   |                                             |
| 2008      | ライフ・ドア 黄昏のウォール街 August                   | メラニー           | 日本劇場未公開                              |
| 2008-2015 | THE MENTALIST メンタリストの捜査ファイル The Mentalist | テレサ・リズボン   | テレビシリーズ                              |
| 2018      | ダークサイド Looking Glass                             | マギー             |                                             |
| 2020      | ホース・ガール Horse Girl                              | アガサ・ケイン     |                                             |